# Rio Tinto Company Limited
La Rio Tinto Company Limited (RTC) es el nombre de una de las empresas fundadoras del conglomerado Rio Tinto Group, y que fue adjudicataria entre 1873 y 1954 de la explotación minera de los yacimientos de Riotinto, municipio de la provincia de Huelva, en la región de Andalucía (España). 
Fue constituida en 1873 por capitalistas británicos para hacerse cargo de la explotación de una serie de yacimientos en la cuenca minera de Riotinto-Nerva que habían adquirido al Estado español ese mismo año. Durante las siguientes décadas la extracción de minerales en la zona vivió un gran auge, desarrollándose también diversas actividades de tipo minero y metalúrgico. Bajo la explotación británica las minas de Riotinto se convirtieron «en un referente mundial». La RTC fue constructora y propietaria de la línea de ferrocarril que comunicaba las minas con el puerto de Huelva, donde construyó un muelle de mineral para facilitar la descarga y transporte del material extraído vía marítima. Así mismo, la compañía tuvo una gran influencia en la comarca y la provincia que iba más allá de lo meramente económico. Las duras condiciones laborales de los mineros se tradujeron en numerosos conflictos entre estos y la dirección de la RTC.
Al margen de las minas de Riotinto, desde la década de 1920 la compañía empezó a extender sus operaciones a África. Tras la guerra civil española el contexto político y económico en España se volvió mucho más adverso, lo que condicionó el futuro del negocio. En 1954 los activos de la empresa en Huelva fueron desgajados y vendidos a un consorcio local, creándose en su lugar la Compañía Española de Minas de Río Tinto. Por su parte, en 1962 la RTC se fusionó con la firma australiana Consolidated Zinc para formar la «Rio Tinto-Zinc Corporation», diversificando sus actividades a otras partes del globo.

## Los antecedentes

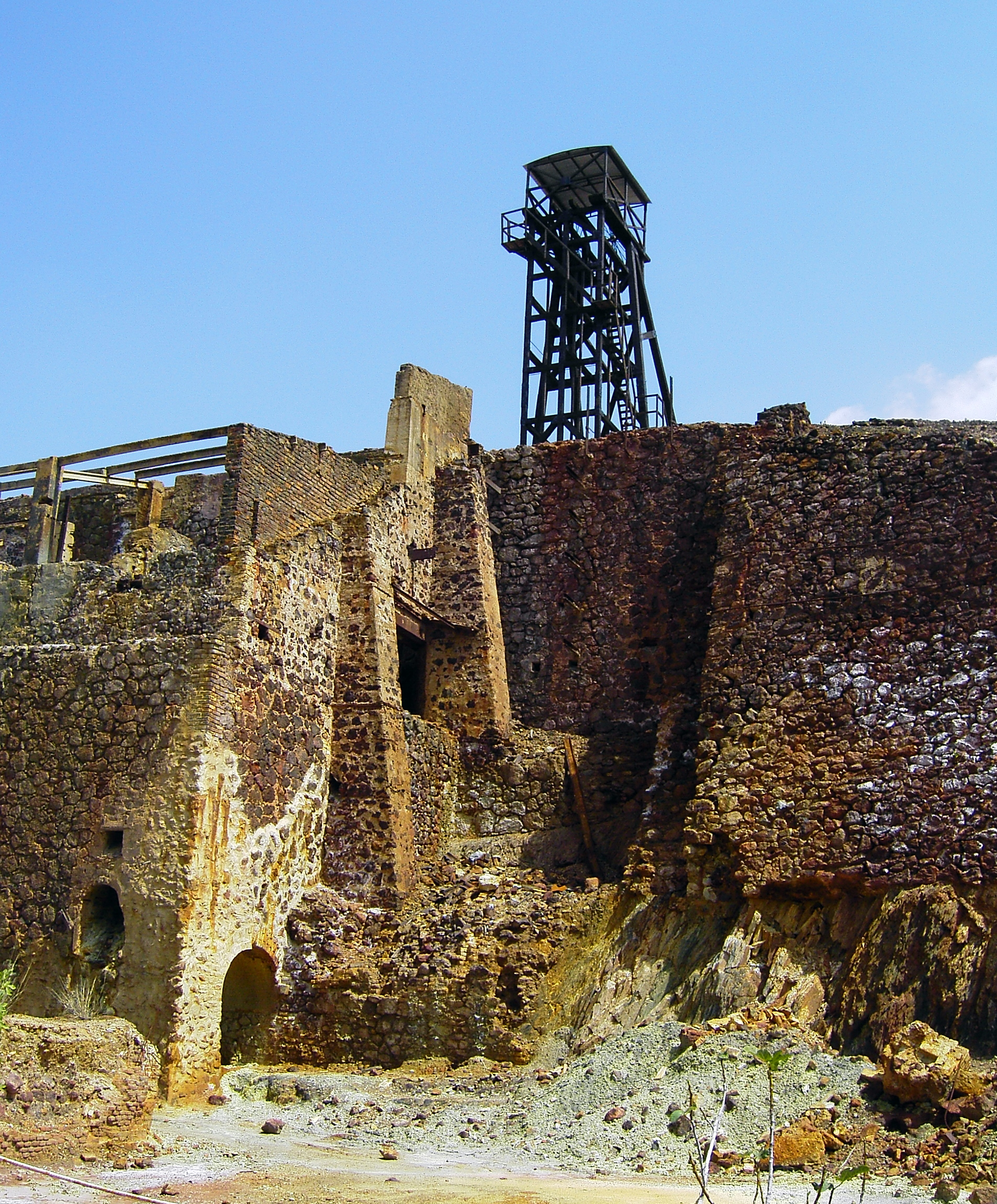
Reproducción del malacate en la antigua Mina de Peña del Hierro.

La zona de la Faja pirítica ibérica ya había sido explotada desde hacía más de 3000 años, en el Calcolítico y por pueblos como tartessos, fenicios o romanos, que obtenían de ellas piritas de hierro, cobre, plata y otros metales. Producto de las labores metalúrgicas, existen datos de que los romanos habrían dejado más de quince millones de toneladas de escoria en la zona de Riotinto en una etapa en la que trabajaron nuevas técnicas de extracción con hornos y nuevas herramientas en la zona —como norias o el tornillo de Arquímedes— porque al superar el nivel freático era necesario desaguar las numerosas aguas subterráneas. Siglos después, los almohades no trabajaron demasiado la extracción de minerales (caparrosa, acije y aceche) pero sí la de diferentes materiales para la creación de tintes.
Ya en 1556 las minas estuvieron a punto de ser de nuevo explotadas durante el reinado de Felipe II, que necesitaba costear las numerosas guerras del Imperio. Este intento fracasó, ya que los estudios de la época consideraron inviable y poco rentable su explotación. En 1725 el sueco Liebert Wolters Vonsiohielm consiguió que las autoridades le otorgaran la explotación, en régimen de alquiler, de los yacimientos durante treinta años. Durante ese período de tiempo Wolters explotaría las minas junto a un sobrino y un socio español. Retornaron al Estado en 1783, siendo administradas por éste de nuevo hasta 1810 cuando fueron cerradas debido a la Guerra de Independencia. El declive en esos años fue patente: entre 1815 y 1823 solo se aprovechan precariamente las aguas agrias. El fracaso en la explotación minera durante esas épocas se explica por la dificultad, y sobre todo el alto coste, de trasladar los minerales hasta el mar cuando aún no existía ninguna red de ferrocarril y el traslado con animales de carga era la única opción. Fue hacia finales del siglo XIX cuando la iniciativa privada se interese de nuevo alquilarlas.

## Historia operacional

### La compra de las minas

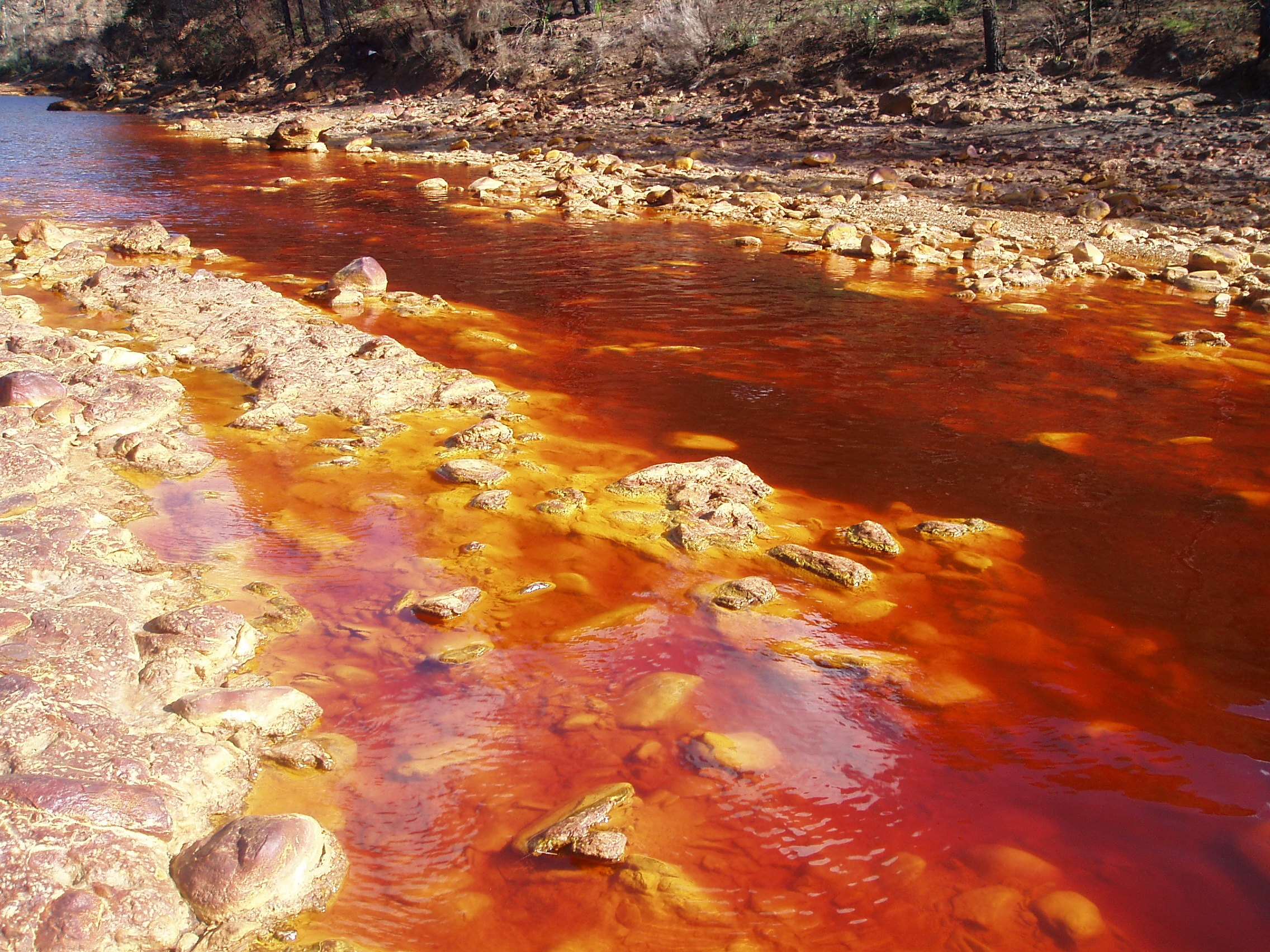
El río Tinto, del cual compañía tomó el nombre, baja rojizo al océano coloreado por los minerales.

Fue en 1873 cuando las minas fueron compradas por un importe de 94.000.000 pesetas al gobierno de la Primera República (prácticamente salvada de la bancarrota por esta venta) por adjudicatarios ingleses que crearon un consorcio para su explotación. Si bien, cabe decir, la presencia extranjera en la zona databa ya del siglo XVIII por empresas arrendatarias como la Robert Wolters. El despegue de la industrialización en países muy desarrollados había propiciado que diversas empresas buscaran nuevos minerales y yacimientos para su crecimiento. Asimismo, el aumento de las necesidades de empleo provocó un rápido crecimiento de la zona e incluso en Huelva capital. La razón del interés privado en estas minas se tiene su origen en las nuevas leyes centrales de 1849 y 1859, que superaron un anterior régimen intervencionista para pasar a uno nuevo que favorecía enormemente a la iniciativa privada. Pero fueron realmente la Ley de Bases de 29 de diciembre de 1868 sobre minas y la Ley de 19 de octubre de 1869 las que favorecieron la creación de sociedades mercantiles privadas e industriales.
Así, el 14 de febrero de 1873, tras una fracasada subasta, las minas son adquiridas por compra directa por un consorcio internacional creado entre otros, por tres poderosas familias, los Matheson, los Rothschild y la Goldschimidt —propietaria del Deutsche National Bank of Bremen—. En la operación intervinieron intermediarios como Guillermo Sundheim, Ernst M. Taylor o Enrique Doetsch. El consorcio liderado por Hugh Matheson fundaría poco después la Rio Tinto Company Limited, con un capital de seis millones de libras inglesas. La compra de las minas llevó aparejada una concesión del Estado para que la empresa británica pudiera construir un ferrocarril que enlazase Riotinto con el puerto Huelva. La construcción de la línea se puso en marcha en junio de 1873.

### Inicios y años de expansión
El consejo de administración de la Rio Tinto Company Limited se reunió por primera vez en Londres el 31 de marzo de 1873, bajo la presidencia de Hugh Matheson. Entre las primeras decisiones que se tomaron estuvo la construcción de una línea férrea, bajo la asesoría del ingeniero George Barclay Bruce. Cabe decir que los primeros años de la RTC fueron difíciles: los accionistas tuvieron que realizar grandes inversiones y hacer frente a las fuertes críticas por la falta de dividendos. Pasada esta etapa inicial, la situación experimentó un cambio considerable. La empresa británica, que había conseguido los derechos de explotación del cobre, plata y oro de las minas, propició en un principio el resurgir de la comarca al abrir nuevas vetas de explotación y desarrollar la minería interior. Su producción, que salía de España a través de la ría de Huelva, hizo de la empresa una de las mayores de toda Europa y —según palabras del empresario e historiador David Avery— convirtió a Riotinto (en 1884) «en el mayor centro minero del mundo». A finales de la década de 1880 el control de la compañía de Riotinto pasó a manos de la familia Rothschild, que apostó por incrementar la escala de las labores mineras.
En sus años de esplendor, Riotinto se convirtió en una pequeña colonia inglesa gracias a la mina, en una «Gibraltar sui generis», como la denomina el escritor y poeta de la localidad Juan Cobos Wilkins. A escasos metros de las excavaciones, se construyó el lujoso y exclusivo barrio de Bella Vista para el personal inglés y al que se accedía tras franquear incluso una garita con guardias; un barrio de estilo victoriano que estaba dotado de pistas de tenis, campos de golf, un cementerio propio, un Club Social o incluso una iglesia presbiteriana. Mientras, en la localidad española original, la iglesia o la Plaza de la Constitución donde años antes se había producido la matanza del «Año de los tiros» acabaron siendo enterradas bajo la escoria procedente de las excavaciones.

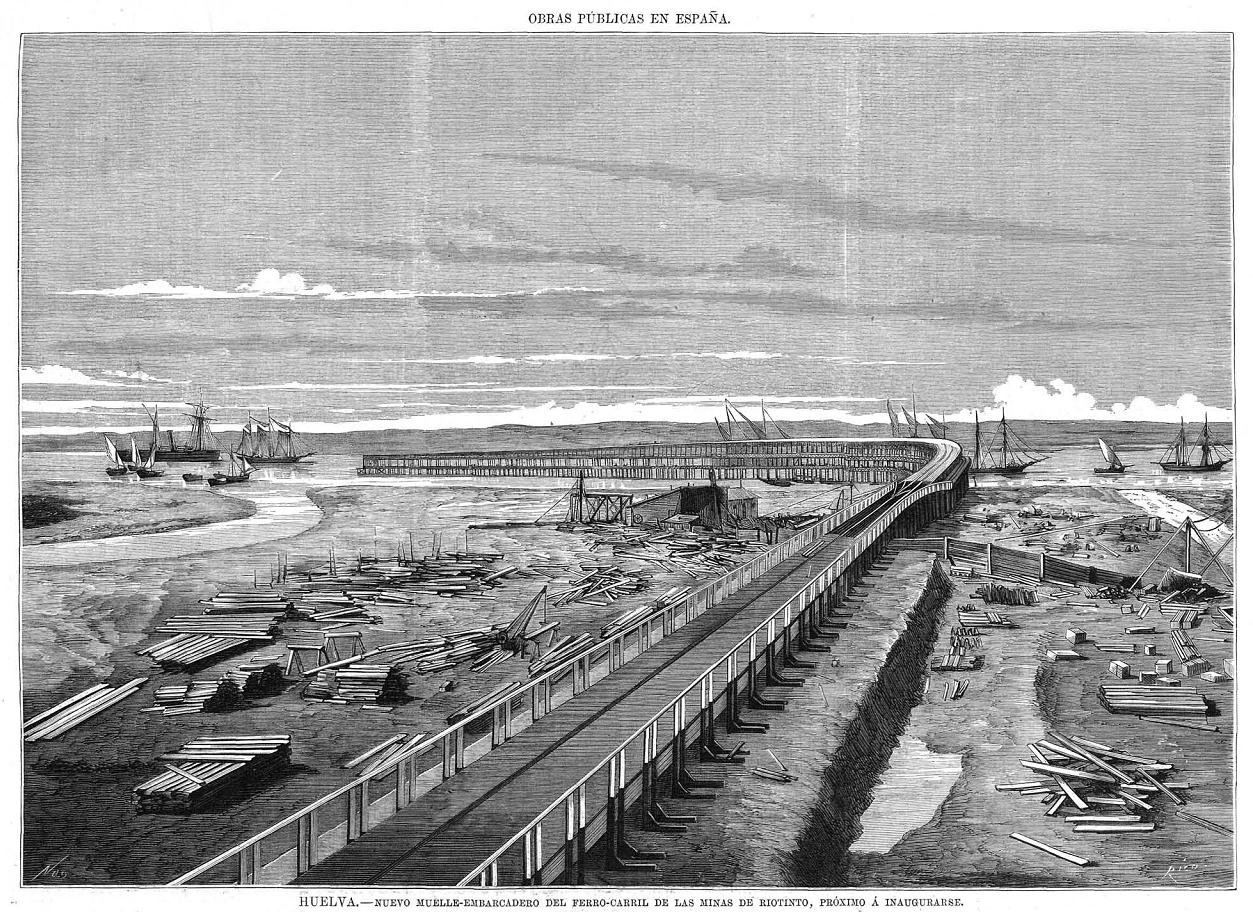
Muelle-embarcadero del ferrocarril de las Minas de Riotinto, en La Ilustración Española y Americana, grabado de Rico, 1876.

Huelva capital también se desarrolló enormemente bajo el influjo inglés. Los numerosos talleres e instalaciones edificados por la RTC que daban trabajo a más de setecientos obreros, como la estación de ferrocarril, cambiaron la fisonomía de la ciudad y contrastaban con el auge de una nueva burguesía tanto de españoles como de extranjeros que se encontraban vinculados a la empresa. El poder de la empresa llegó a ser tal en la ciudad que las edificaciones civiles dependían de los intereses de la empresa. Prueba de ello son el barrio Reina Victoria, como ciudad jardín que acogía a parte de sus empleados; la construcción de la Casa Colón, que terminó convirtiéndose en sede para oficinas de la compañía; el desaparecido Hospital Inglés; o el gigantesco muelle-embarcadero de mineral situado en el río Odiel.
En los primeros años se acometió la construcción del ferrocarril para poder dar una salida barata y rápida al mineral. Para 1875 ya se disponía de una línea férrea que unía la misma mina con la salida más cercana al mar: el puerto de Huelva. Por lo tanto, la mayor parte de la riqueza obtenida de las entrañas de la tierra (se estima, por ejemplo, que la mitad de la pirita mundial) partía rápidamente, a través del Atlántico, hasta Inglaterra, dejando una comarca en aparente progreso pero en realidad deprimida por una industrialización feroz. Pese a todo los beneficios de la empresa en la provincia fueron innegables: en poco más de ochenta años obtuvo más de 54 millones de libras de beneficio. El impacto paisajístico de las minas se hará notable y prueba de ello serán las tres inmensas explotaciones a cielo abierto que se abren hacia el interior de la tierra. Filón Sur en 1874, Filón Norte en 1892 y sobre todo Corta Atalaya, en 1907, entonces la más grande del continente europeo, serán prueba de ello. Para 1909 la RTC contaba en Riotinto con una plantilla de 16.973 operarios, empleando a casi un tercio de la población de la cuenca minera.
La expansión de las actividades de extracción en Riotinto llevó a que la compañía construyese, desde finales del siglo XIX, diversas instalaciones industriales dedicadas al tratamiento del mineral. Entre otras, se levantaron una fábrica de ácido sulfúrico, una planta metalúrgica (fundición Bessemer) o una planta de clasificación (Lavadoras). Así mismo, se articuló una red de instalaciones auxiliares: almacenes, cargaderos de mineral, talleres, una red de vías férreas y ramales, centrales eléctricas, presas y embalses, etc. Con el tiempo Riotinto se convirtió en un polo industrial de gran relevancia.
A comienzos del siglo XX la Rio Tinto Company Limited disfrutaba ya de una posición financiera consolidada, por lo que empezaría a hacer inversiones en sectores estratégicos. En 1905 fundó una filial, la Sociedad Española de Productos Químicos de Huelva, encargada de la elaboración de abonos artificiales y superfosfatos. Esta empresa tenía su sede social en Madrid y contaba con una planta de producción en la capital onubense. Hacia 1907 la RTC firmó un acuerdo energético con la poderosa Sociedad Minera y Metalúrgica de Peñarroya (SMMP) por el cual esta última suministraría unas 19.000 toneladas de carbón con carácter anual, contando para ello con la red ferroviaria de la compañía MZA. Varios años después, en 1917, la SMMP y la RTC participaron junto a otros actores en la fundación de la Sociedad Española de Construcciones Electromecánicas, empresa a la cual la compañía de Río Tinto suministró importantes cantidades de cobre para su posterior tratamiento metalúrgico. A todo esto se sumaba el acuerdo que la RTC había suscrito en 1911 con la británica Tharsis Sulphur and Copper Company Limited mediante el cual ambas empresas se repartían clientes.

### El poder y la influencia de la empresa
Las prácticas llevadas a cabo por la Rio Tinto Company Limited han sido identificadas con las de un grupo de presión. Desde los primeros tiempos esta se valió de algunos diputados en el Congreso para que actuaran como sus intermediarios. No obstante, desde 1896 la RTC promocionó a los candidatos del Partido Conservador por los distritos de Huelva y Valverde del Camino con la idea de que estos, una vez electos diputados, apoyarían a la empresa en Madrid. En la provincia onubense desarrolló iniciativas similares. Por ejemplo, en 1890 llegó a apoyar activamente junto a la compañía de Tharsis una candidatura «minera» a la Diputación provincial formada por José María Parejo Bécquer y Vicente Ferrer Ramírez Cruzado. El objetivo conjunto de esta iniciativa era conseguir la derogación del decreto Albareda, que en 1888 había prohibido las calcinaciones de mineral al aire libre por lo contaminantes que eran. Aprovechando el contexto que imperaba a finales del siglo XIX, la empresa llegó a disponer de una red de representantes en la provincia que defendían sus intereses, entre los cuales sobresalían nombres como José María Parejo Bécquer, José Sánchez Mora o José Valero Hervás.
La RTC dispuso en Madrid de representantes ante la administración y el gobierno. Entre 1873 y 1904 estas funciones fueron desarrolladas por Gabriel Rodríguez y por su hijo Antonio, siendo sucedidos a partir de 1905 por José Valero Hervás. Fue en la etapa de este último cuando la influencia de la Rio Tinto Company en la capital vivió su apogeo. Gracias a estos «anclajes madrileños» la compañía pudo adoptar una línea de actuación más acorde con sus propios intereses y operar al margen de otras empresas mineras. Su influencia en el seno gubernamental fue considerable, llegando a tener una estrecha relación con las altas esferas de la política española. En la época de la Restauración no faltaron las especulaciones sobre el papel que Rio Tinto pudo tener tanto en el nombramiento ministerial de Manuel de Burgos y Mazo como en la destitución de Ángel Urzaiz; este último, como ministro de Hacienda, había intentado introducir unos gravámenes arancelarios a la exportación de la pirita de hierro.
La compañía también contó con un periódico que ejerció como su órgano propagandístico en Huelva, el diario La Provincia, al que llegó a controlar durante algún tiempo.

### Los años difíciles

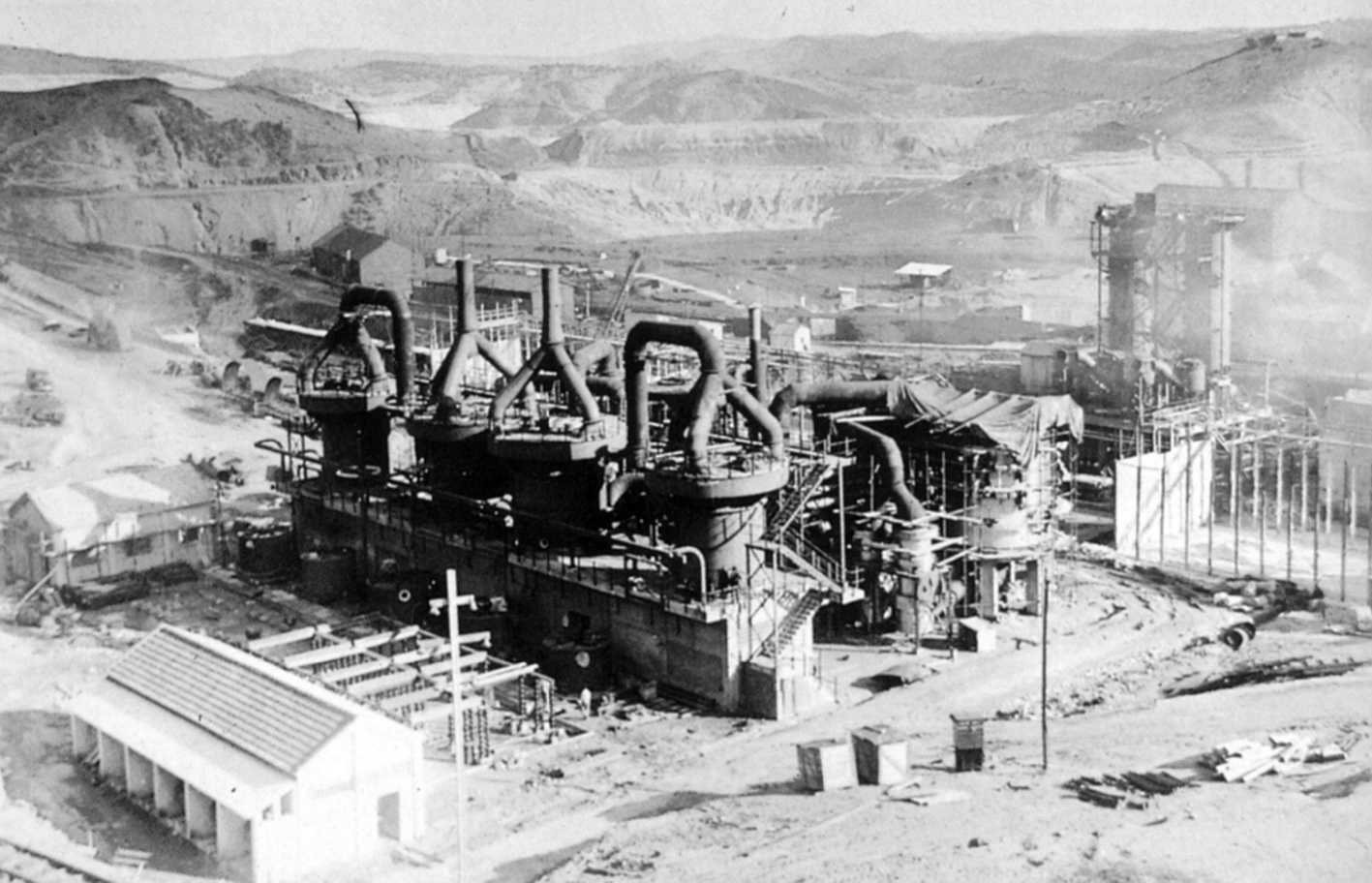
Vista de la Fundición de Piritas.

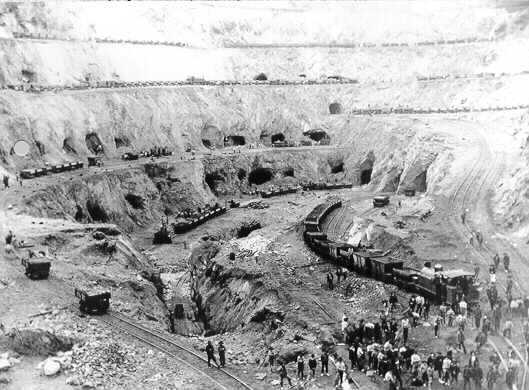
Labores mineras en Corta Atalaya, con la red de vías para vagonetas.

Para 1917 la Rio Tinto Company Limited constituía una de las primeras empresas de España por activos netos. En esa época la compañía implementó una plan de modernización que incluía la compra de maquinaria de cara a una mayor mecanización de los trabajos y la construcción de nuevas plantas industriales para tratar los minerales. Hasta principios del siglo XX la explotación de las minas fue muy rentable, aunque para la década de 1920 la situación había dado un vuelco. Durante la Primera Guerra Mundial (1914-1918) la guerra submarina sin restricciones practicada por Alemania alteró gravemente la exportación de pirita al importante mercado norteamericano, que hasta entonces había sido muy dependiente del mineral procedente de España. A esto se sumaría el hecho de que el precio internacional de la pirita cayó en picado tras el final de la contienda, lo que redujo los beneficios de la RTC. La conflictiva huelga minera de 1920, que acabó con despidos masivos, dañó la imagen de la empresa entre el público español. Otra cuestión problemática, ya durante la dictadura de Primo de Rivera, fue el pago de impuestos al fisco.
Gracias a sus estrechos lazos con las altas esferas políticas, durante sus primeras décadas de existencia la RTC estuvo inmersa en un fraude fiscal sistemático contra la Hacienda española. En 1928 un antiguo empleado de la compañía que trabajaba en la Casa Colón, Harry Pilkington, denunció al Ministerio de Hacienda el fraude continuado que esta había cometido entre 1923 y 1925. El presidente del consejo de administración, Auckland Geddes, intentó alcanzar un acuerdo reservado con el entonces ministro, José Calvo Sotelo, pero este rechazó esa posibilidad y prefirió llevar el asunto por la vía judicial. Se inició entonces una dura batalla legal que se saldó, en 1928, con una primera condena a pagar 750.000 libras esterlinas por impuestos con base en los beneficios generados por sus actividades en España. El litigio se alargó hasta 1931 y no acabaría siendo favorable para la Rio Tinto. El asunto Pilkington contribuyó a aumentar la animadversión popular hacia la compañía.
En 1929 la extracción de mineral en Riotinto alcanzó su máximo histórico. La compañía implementó diversas inversiones de cara a modernizar su red de instalaciones, como el ferrocarril o el muelle-embarcadero de Huelva, o construir otras nuevas. Sin embargo, en ese mismo año también dio comienzo una severa crisis económica que acabaría afectando al negocio. A partir de 1931 la cuenca minera vivió una etapa de gran conflictividad laboral y social. El estallido de la Guerra Civil, en 1936, trajo nuevas dificultades para la empresa. Desde bien pronto las fuerzas sublevadas impusieron embargos de la producción de piritas o desvíos de las exportaciones hacia puertos de países del Eje, especialmente a la Alemania nazi. La empresa germana Hisma-Rowak canalizó los envíos de mineral. La nueva situación no afectó a las exportaciones al Reino Unido, pero sí lo hizo con Francia, que entre 1936 y 1939 perdió la práctica totalidad de los envíos de pirita de Riotinto.
Las medidas impuestas por las autoridades franquistas provocaron que las relaciones entre la compañía y la administración se volvieran muy tensas. A partir de 1940 el régimen adoptó una línea de actuación más intervencionista, dando comienzo un fuerte hostigamiento a la empresa. El partido único de la dictadura llegó a calificar a la empresa de «colonizadora», mientras que el propio Franco denominaba a las minas de Riotinto «un Gibraltar económico de España». Desde algunos ámbitos se empezó a promocionar abiertamente la idea de nacionalizar los yacimientos. Esto coincidió en el tiempo con el estallido de la Segunda Guerra Mundial, que afectó severamente a los mercados tradicionales de la RTC al punto de que para 1941 su cifra de negocios había caído cerca de un 53%. Ante la situación imperante, la compañía adoptó una estrategia de reducir al mínimo sus actividades en Riotinto, imponiendo también una restricción de gastos y de reparto de dividendos entre los accionistas.

### Hacia la internacionalización
Desde la década de 1920 la Rio Tinto Company Limited inició una política de diversificación de sus inversiones y actividades, adquiriendo varias minas en colonias británicas de África. En torno a 1928 ya se estaban realizando fuertes inversiones en yacimientos situados al norte de Rodesia. Lentamente, España fue perdiendo la posición preponderante que había tenido en el seno de la empresa desde 1873. La proclamación de la Segunda República española, en 1931, no fue recibida con buenos ojos por la dirección de la RTC debido a los temores de una expropiación de las minas de Riotinto. Durante el transcurso de la Segunda Guerra Mundial la difícil situación que vivió la compañía fue motivo de que se celebraran diversas conversaciones de cara a la venta de las minas a capitalistas españoles, si bien esta posibilidad no llegó a materializarse. A partir de 1946, con la subida que experimentó el precio internacional del cobre, la explotación de los yacimientos onubenses volvió a arrojar beneficios.   
A comienzos de la década de 1950, en un contexto mucho más estable, se retomó la vieja idea de vender las minas. En junio de 1954 se iniciaron las negociaciones que llevarían a la venta de las propiedades de la RTC en Huelva a un grupo de entidades financieras: el Banco Español de Crédito, el Banco Hispano Americano y el Banco de España. La operación fue aprobada por Franco el 14 de agosto y tuvo un coste de 7,66 millones de libras esterlinas (unos 1000 millones de pesetas de la época). Dos terceras partes de los activos pasaron a manos del capital privado español, aunque RTC mantendría el tercio restante. El 28 de octubre del mismo año se constituyó la Compañía Española de las Minas de Río Tinto (CEMRT), asumiendo esta la propiedad de los yacimientos e instalaciones.
Para la RTC el hecho de desprenderse de sus activos españoles no fue visto con malos ojos, dado que las explotaciones de Riotinto ya empezaban a dar signos de agotamiento. Por otro lado, se da la circunstancia de que la empresa británica constituía el accionista mayoritario de la CEMRT, donde controlaba un 33% de su capital. Gracias al capital obtenido en la venta, la compañía realizó inversiones en Australia, Canadá o los Estados Unidos, país este último donde llegaría a explotar yacimientos de uranio y petróleo. Esta expansión de sus negocios, que se unía a las minas que ya explotaba en África, vino a consolidar la estrategia de diversificación que la RTC había venido emprendiendo desde varias décadas antes. En 1962 la Rio Tinto Company Limited acordó la fusión con la firma Consolidated Zinc, dando lugar a la Rio Tinto-Zinc Corporation. Paralelamente, los activos australianos de ambas empresas se unieron para formar otra sociedad, Conzinc Riotinto of Australia.

## Conflictos sociales y laborales

### Las teleras y el año de los tiros
Cuando con más alegría y confianza se hallaban los manifestantes apiñados, en número superior a 12.000, en las estrechas calles adyacentes y plaza, mandaron retirar la caballería]del sitio que ocupaba y acto seguido una descarga cerrada, inmensa, cuyos proyectiles barrieron aquella masa humana, puso en fuga desordenada a la multitud, que dejó en el suelo muchos cadáveres y heridos y se atropelló por las calles, lanzando gritos de pavor y de violenta ira. ¿Quién dio la orden de fuego? Hasta ahora no se sabe. ¿Fue el Gobernador? ¿Fue el Jefe Militar? La soldadesca inconsciente, la máquina estúpida que obedece y mata, el soldado que dirige la boca del fusil al pueblo de donde salió y a donde volverá, gozaba con la vista de la pólvora y la sangre. Con el testimonio de centenares de personas que presenciaron el hecho, podemos afirmar que los manifestantes no profirieron ni un grito subversivo, no salió de ellos una provocación ni un acto que molestase a la tropa ni a las Autoridades.
«Los sucesos de Río Tinto». Diario la Coalición Republicana, 1888.

El 4 de febrero de 1888, poco tiempo después de la llegada del nuevo mánager general Mr William Rich, una manifestación de mineros y agricultores que protestaban por los humos de las teleras y las míseras condiciones de trabajo fue duramente reprimida por el ejército. Aunque el Gobierno central y la compañía silenciaron parte del suceso se cree que fueron más de dos centenares los muertos aquel día. Los sangrientos hechos fueron conocidos en la provincia de Huelva como «El año de los tiros».

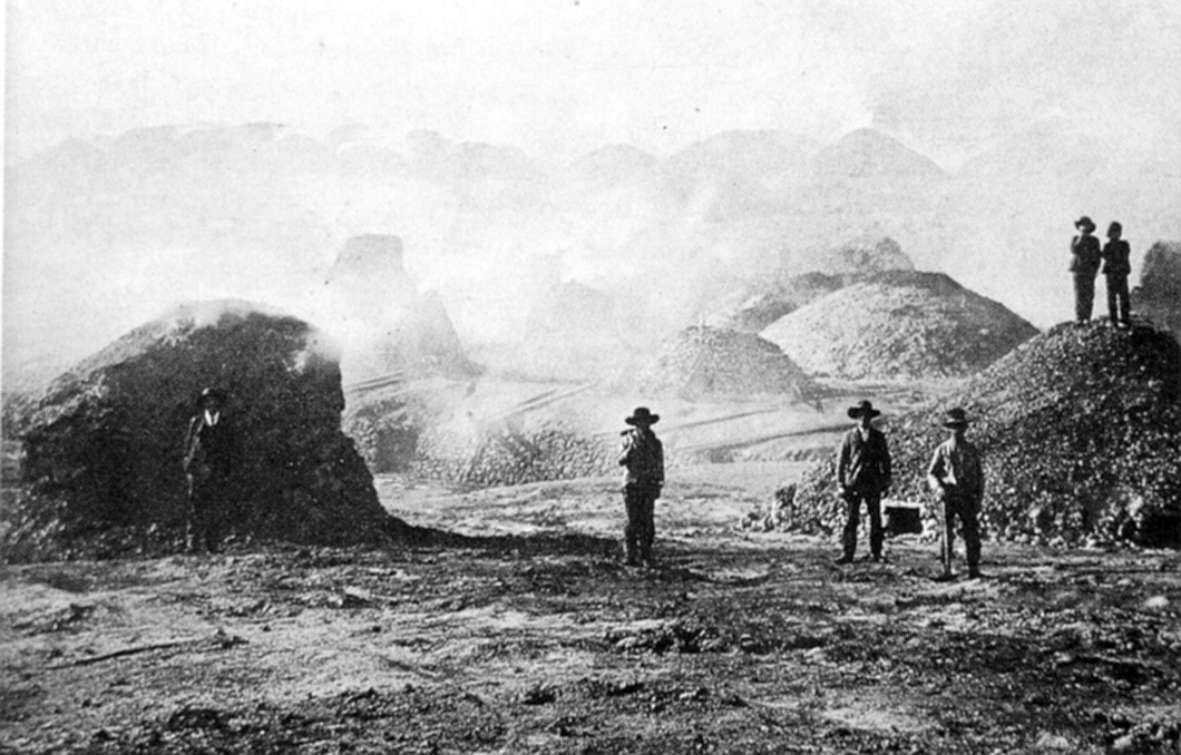
Teleras.

Las teleras (calcinaciones al aire libre del mineral pobre del cobre impuestas en España por el Marqués de Remisa décadas atrás) eran utilizadas en la zona desde principios de siglo pero con la llegada de los ingleses su uso aumentó considerablemente por lo que se cree que eran lanzados al aire en torno a 500 toneladas anuales. El hecho tenía cierta resonancia nacional, y en la provincia la población se dividió entre «humistas» que defendían su utilización como símbolo de progreso y «antihumistas» que las criticaban por su elevadísima capacidad contaminante (de hecho, los humos procedentes de las teleras inundaban toda la comarca y en ocasiones eran visibles en la sierra de Sevilla e incluso Ayamonte y Portugal). Por lo tanto, desde 1877, se formularon las primeras quejas respecto a este asunto al Gobierno de Cánovas del Castillo. Fruto de ello fue la publicación de la Resolución 22/7/1879 que si bien imponía pequeñas indemnizaciones a los daños causados a los cultivos de la zona no planteaban problema alguno sobre la salubridad humana; es decir, en cierta medida «legalizaba» el uso de las calcinaciones pese a la existencia de varios fallecimientos de trabajadores de la zona por su causa (fallecimientos que los médicos de la Compañía «achacaban» a enfermedades congénitas de los trabajadores y no externas —falta de vida según sus propios informes— y, por supuesto, no producto de las minas).

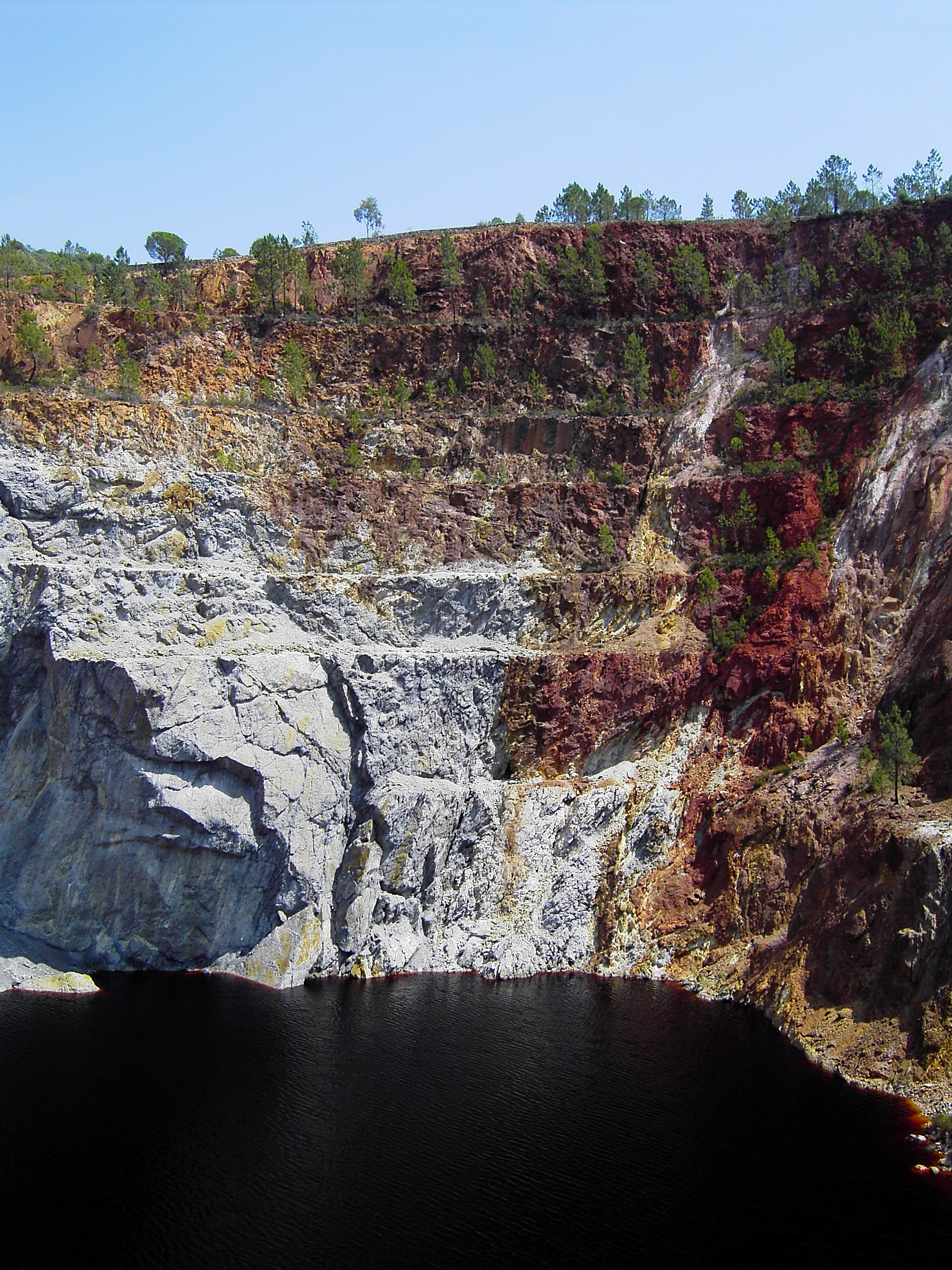
Corta de Peña del Hierro, en Nerva.

Los ayuntamientos, por su parte, intentaron prohibir estos procedimientos. Pero el gobierno, influenciado por la Compañía y periódicos conservadores como La Provincia (que había realizado casi una cruzada a favor de la minería) derogaban sistemáticamente toda ley municipal contraria a las teleras.
Tal era el grado de descontento con la situación, que terratenientes y jornaleros, que veían como sus cultivos y medios tradicionales de vida se iban perdiendo contaminados sin remisión, se unieron a las protestas laborales y «medioambientales» de los mineros. Así, el día 31 de enero de ese 1888, una manifestación encabezada por el sindicalista cubano Maximiliano Tornet llega hasta el ayuntamiento de la localidad para entregar una serie de reivindicaciones, entre las que se exige la desaparición de las calcinaciones al aire libre. No sería hasta el 29 de diciembre de ese mismo año cuando el Gobierno decretara que este tipo de calcinación (ya prohibido en Gran Bretaña desde siete años antes) fuese reducido.
A partir del 2 de febrero se inicia una huelga en la Cuenca Minera que provoca que el gobernador civil acantone en Huelva a dos compañías del Regimiento del General Pavía comandadas por el teniente coronel Ulpiano Sánchez. Al día siguiente, pese a los intentos de mediación de la Guardia Civil, se producen conatos violentos, el Ayuntamiento y el gerente de la Compañía William Rich no aceptan ninguna de las condiciones y probablemente alertan a la capital para que trasladen a Riotinto a las compañías del ejército. El 4 de febrero por la mañana se produce una nueva manifestación con llegada de gentes de la cercana localidad de Nerva y zonas limítrofes e incluso una delegación sube al Ayuntamiento para exponer sus reclamaciones. La plaza de la Constitución de la localidad está llena de trabajadores, mujeres y niños y se estima que había más de doce mil personas de toda la comarca. Al salir del edificio las fuerzas de Pavía cargan durante quince minutos a tiros y bayonetas contra los manifestantes produciendo un número de víctimas mortales y de heridos no conocido oficialmente (que oscila entre 14 y 45 en la prensa y según fuese el medio conservador o liberal y que hoy se estima mucho más amplia).
El destino de los cuerpos de los fallecidos sigue siendo una incógnita aunque se piensa que fueron sepultados bajo escoria en alguna mina de la comarca. La tragedia, que causó conmoción nacional e incluso internacional, puede considerarse como una de las primeras manifestaciones ecologistas. Pese a todo, las teleras no fueron prohibidas en España hasta años después, pues a pesar de que ese mismo año se promulgó un Decreto Real del ministro José Luis Albareda que instaba a su desaparición, no fue hasta el año 1907 cuando desapareció ese método de calcinación, siendo sustituido por la construcción de pequeñas fundiciones.

### Las huelgas de 1913 y 1920
Menos conocidas pero también prueba del sistema semi-esclavista de gestión de la empresa fueron la huelga de 1913 y, sobre todo, la huelga de 1920. Con una duración de seis meses, los trabajadores volvieron a reclamar unos derechos que poseían compañeros de otras comarcas mineras españolas. Se dio el caso que mientras duró dicha huelga, los hijos de los trabajadores tuvieron que ser acogidos por otras familias obreras de Andalucía porque ya no podían ser alimentados en su casa por la falta de sueldo y ayudas.

## Cultura anglosajona
La numerosa población anglosajona asentada en la zona (trabajadores y directivos de la Rio Tinto Company en su mayoría) permitió que parte de sus tradiciones culturales, sociales y deportivas se implantaran en la cuenca minera e incluso en el resto del país.
- Si bien los ingleses practicaban diferentes deportes, fue el foot-ball (o fútbol una vez castellanizado) el juego que más y mejor se asentó en la zona. Prueba de ello es que en Riotinto fue donde se jugó y formaron los primeros equipos de fútbol del país o la creación, en 1889, del primer club de fútbol en la capital: El Recreation Club o Real Club Recreativo de Huelva.
- Creación en la zona de los primeros grupos de scouts en la localidad de Riotinto, de la mano de Frank Timmis, presidente del Consejo Local, nacional inglés y gran conocedor de la obra de Baden-Powell. En 1924 el Alto Patronato de Exploradores de Minas de Riotinto, dependiente del Departamento de Escuelas de la RTCL, dejó en manos de Timmis la organización y en poco tiempo contaron con cerca de 300 integrantes entre los alumnos de las escuelas en donde se les inculcaban los principios escultistas.[55]
- La costumbre, en algunas familias, de tomar el británico té de las cinco.
- Obras de carácter social para los trabajadores, como centros escolares, hospitales en Riotinto y Huelva y la creación del Huelva´s Seamen´s Institute para ayudar a los hombres del mar.

## Organización
La compañía tenía su sede social en el número 3 de la Lombard Street de Londres, disponiendo de una oficina de representación en el número 8 de la calle de Ventura de la Vega de Madrid. Sus oficinas administrativas se encontraban situadas en el municipio onubense de Minas de Riotinto. A comienzos de la década de 1930 las oficinas de Riotinto quedaron fijadas en la llamada Casa de Dirección. Dentro del organigrama empresarial, los directivos, técnicos e ingenieros de la RTC eran de origen británico, mientras que el resto de la plantilla estaba compuesto por empleados de origen nativo.   
En España la estructura de la compañía se dividía por «departamentos» que estaban a cargo de distintas áreas: personal, dirección, empresas filiales, talleres, ferrocarril, exportación de minerales, etc. Durante muchos años las principales instalaciones de la RTC se encontraban situadas dentro del territorio de la cuenca minera de Riotinto-Nerva y en la ciudad de Huelva, si bien a partir de la década 1920 la empresa empezó a poseer minas en Norteamérica y África. Además de los yacimientos, también controlaba plantas industriales, instalaciones auxiliares, almacenes, oficinas, viviendas y casas de húespedes, fincas rústicas, etc. En el territorio español dispuso de una red ferroviaria cuya longitud total alcanzaba los 360 kilómetros, incluyendo la vía principal, ramales y distintas vías secundarias.

### Presidentes de la RTC

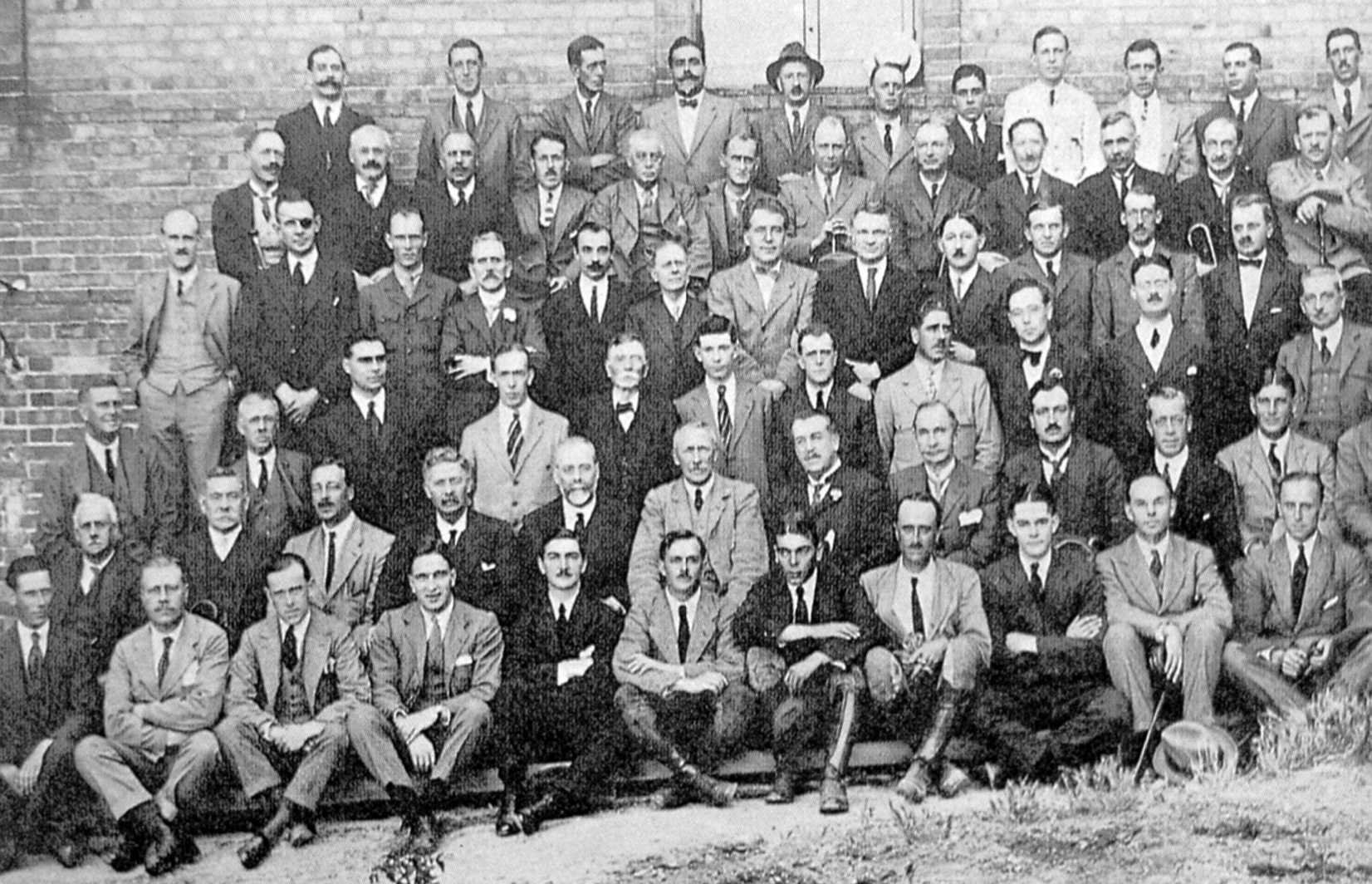
Directivos e ingenieros de la RTC en Minas de Riotinto, c. 1930.

| Nombre               | Período   |
| -------------------- | --------- |
| Hugh Matheson        | 1873–1898 |
| John J.J. Keswick    | 1898–1904 |
| Charles W. Fielding  | 1904-1923 |
| Albert Milner        | 1923–1925 |
| Auckland Geddes      | 1925–1947 |
| Conde de Bessborough | 1947–1954 |

## Fondos archivísticos
Una parte de los fondos documentales de la antigua compañía se encuentran ubicados en España, bajo custodia del Archivo Histórico Minero de la Fundación Río Tinto. Estos están agrupados en el subgrupo «Minas de Riotinto» y el cuadro de clasificación responde a los distintos departamentos de la compañía que producían la documentación: Personal, Contabilidad, Dirección, Trabajo, Ferrocarril, Departamento Médico, Topografía, etc. Además del material preservado en territorio español, otra parte de los archivos de la histórica compañía se encuentra bajo custodia de la Rio Tinto plc en Londres.